# Railvoertuig
Een railvoertuig of spoorvoertuig is een voertuig dat over rails of spoorstaven rijdt. Bijvoorbeeld treinen, trams en metrotreinen. In spoorjargon spreekt men van rollend materieel.
Een spoorvoertuig is een aparte categorie in het Reglement verkeersregels en verkeerstekens 1990.

## Indeling
Spoorvoertuigen zijn onder te verdelen naar:
- Vorm:
  - locomotief, spoorvoertuig met eigen aandrijving bedoeld om andere spoorvoertuigen te trekken of duwen
  - treinstel, vaste samenstelling van rijtuigen voor vervoer van reizigers en bagage, waarvan de rijtuigen aan de uiteinden een cabine voor de machinist of treinbestuurder hebben, en één of meer rijtuigen hebben aandrijving
  - motorrijtuig, spoorvoertuig voor vervoer van reizigers en bagage, met eigen aandrijving en voor beide rijrichtingen een cabine
  - rijtuig, spoorvoertuig zonder eigen aandrijving bedoeld voor vervoer van reizigers en bagage
  - wagen of spoorvoertuig zonder eigen aandrijving bedoeld voor vervoer van goederen
- Krachtbron
  - elektrisch
  - diesel
  - stoom
  - gasturbine
- Doel
  - wel of geen eigen aandrijving (krachtvoertuig),
  - voor personenvervoer, goederenvervoer of voor aanleg en/of onderhoud van het spoor.

## Bijzonderheden

### Aanduidingen van spoorvoertuigen
Om aan te geven om wat voor een type rijtuig of goederenwagen het gaat, worden speciale codes gebruikt. Deze codes zijn vaak te zien op de zijkant van een rijtuig of goederenwagen. Bij goederenwagens wordt een internationaal codeschema gebruikt. Bij rijtuigen verschillen de betekenissen van de codes sterk per land. Zie verder goederenwagen en voor personentreinen bak.

### Trein
Door meerdere spoorvoertuigen aan elkaar te koppelen ontstaat een trein. Treinen kunnen samengesteld worden uit locomotieven, treinstellen, motorrijtuigen, rijtuigen en goederenwagons.

### Rail-wegvoertuig
Rail-wegvoertuigen kunnen zich zowel over de weg als over rails voortbewegen. Lorries is een aanduiding voor goederenwagons op industrieel smalspoor. Rollend materieel is een aanduiding voor een railvoertuigpark.

## Verwijzingen
1. ↑  Spoorwegwet. wettenbank artikel 1. Overheid.nl. “spoorviertuig: voertuig bestemd voor verkeer over spoorwegen”